# Song quắn chót
Song quắn chót (danh pháp khoa học: Heliciopsis terminalis) là một loài thực vật có hoa trong họ Quắn hoa. Loài này được (Kurz) Sleumer miêu tả khoa học đầu tiên năm 1955.